# Rhinopalpa elema
Rhinopalpa elema är en fjärilsart som beskrevs av Hans Fruhstorfer 1913. Rhinopalpa elema ingår i släktet Rhinopalpa och familjen praktfjärilar. Inga underarter finns listade.